# لی دان (ژیمناست)
لی دان (چینی: 李丹 زادهٔ ۱۹ سپتامبر ۱۹۸۸) ژیمناست اهل چین است.